# 20211 Joycegates
20211 Joycegates è un asteroide della fascia principale. Scoperto nel 1997, presenta un'orbita caratterizzata da un semiasse maggiore pari a 3,1045686 UA e da un'eccentricità di 0,1102962, inclinata di 1,36182° rispetto all'eclittica.